# Luciano Federici
Luciano Federici (* 16. Mai 1938 in Carrara; † 18. März 2020) war ein italienischer Fußballspieler.
Federici spielte von Juli 1955 bis Juni 1958 für Carrarese Calcio. Danach wechselte er zu Cosenza Calcio und spielte für den Verein von Juli 1958 bis Juni 1963. 
Anschließend spielte er von Juli 1963 bis Juni 1969 für Pisa SC.
Federici starb im März 2020 im Alter von 81 Jahren während der Corona-Pandemie an den Folgen einer SARS-CoV-2-Infektion.